# Georges Hyvernaud
Georges Hyvernaud ([ʒɔʁʒ ivɛʁno] ), né le 22 février 1902 à Saint-Yrieix-sur-Charente près d'Angoulême et mort le 24 mars 1983 à Paris, est un écrivain français. Il est principalement connu pour ses deux récits, Le Wagon à vaches (1953) et surtout La Peau et les Os (1949), qui, mal accueilli par la critique lors de sa pré-publication dans la revue Les Temps modernes, lui valut l'admiration d'auteurs tels que Henri Calet, René Étiemble, Raymond Guérin, Henri Michaux et Jean-Paul Sartre.
Écrivain rare et confidentiel, qui s'est soigneusement tenu à l'écart des milieux littéraires, Georges Hyvernaud a été quasi oublié durant près de trente ans. L'importance de son œuvre est réévaluée depuis le milieu des années 1980.

## Biographie

### Enfance et jeunesse
Georges Hyvernaud naît dans une famille d'ascendance paysanne et ouvrière : sa mère est couturière et son père, ajusteur. Il passe dans la Charente une enfance morne et grise dont il ne gardera pas la nostalgie, d'abord aux Planes à Saint-Yrieix, en compagnie des grands-parents maternels, puis à Saint-Roch, où sa mère s'occupe de sa tante grabataire, une vieille femme à la « figure délabrée » et aux mains « bleues et griffues » qui fait peur à l'enfant. À partir de 1914, le couple et son fils s'installent à Ruelle-sur-Touvre, où le père de Georges Hyvernaud travaille à la fonderie d'État.
C'est alors la Première Guerre mondiale. Le jeune Hyvernaud découvre comment, à l'arrière, l'état de guerre modifie les codes sociaux et les comportements : les hommes et les femmes, dans cet état de permissivité provisoire mais radical, deviennent « prodigieusement disponibles et irresponsables », recherchant tout ce qui peut satisfaire leurs appétits :
« [Il fallait] Se dépêcher de gagner des sous si on aimait ça. Ou de baiser, si on aimait ça. C'était la guerre. Jamais excuse plus commode, absolution plus totale ne seraient offertes à la vacherie humaine. Et nous autres, les adolescents mal sortis de l'enfance, nous poussions dans cette grande facilité de la guerre, et nous en tirions tout ce que nous pouvions. »
Au délitement moral de la population répond l'attitude des professeurs qui enseignent dans le collège où étudie Hyvernaud. Ceux-là, avec « leurs vieilles gueules tachées de bile ou de couperose, chargées de barbes et de lorgnons », trouvaient dans les événements l'occasion de métamorphoser en or héroïco-patriotique le vil métal de leur ressentiment : « Les places qu'ils n'avaient pas gagnées, leurs myopies, leurs biles et leurs hémorroïdes, leurs femmes acariâtres et leurs filles mal mariées, tout cela se sublimait, se transmuait en noblesse d'âme et en attitudes à l'antique. »
Tous les enseignants auxquels est confronté Hyvernaud ne succombent pourtant pas à cette folie collective : c'est grâce à l'un d'eux qu'il découvre Le Feu d'Henri Barbusse et les textes de Romain Rolland, qui montrent qu'il existe « des hommes qui se refus[ent] au délire », et d'autres hommes qui, « au fond d'une misère qui semblait sans espérance, tiraient de leur servitude le pressentiment d'un ordre nouveau ».
Hyvernaud est au collège un élève brillant, qui est remarqué : il intègre l'école normale d'instituteurs d'Angoulême en 1918, puis celle de Lyon. Il y prépare le concours de l'École normale supérieure de Saint-Cloud, dont il devient cacique en 1922. Il en sort deux ans plus tard, également major.

### Débuts dans l'enseignement
Après avoir fait son service militaire à Saint-Maixent, Georges Hyvernaud est affecté à Arras, où il enseigne à l'école normale de 1926 à 1934. À la même époque, il collabore à diverses revues parisiennes auxquelles il envoie articles et comptes rendus littéraires.
En 1934, Hyvernaud est affecté à l'école normale de Rouen, où il reste jusqu'en 1939.
En 1936, il épouse Andrée Derome, professeure d'anglais, qu'il avait rencontrée à Arras. Leur fille naît en 1937. La même année meurt son père, paralysé depuis plusieurs années (sa mère était décédée en 1932).

### Guerre de 1939-1945 et immédiat après-guerre
En 1940, il est fait prisonnier dans le nord de la France puis détenu dans des oflags en Poméranie (notamment l'oflag II-D, puis l'oflag II-B). Ce sont des camps où ne sont détenus que des officiers, lesquels ne peuvent être contraints à travailler (selon la Convention de Genève). Il s'y retrouve pendant cinq ans oisif, et entouré uniquement de personnes de classe moyenne ou supérieure. Dans la correspondance avec son épouse, il décrit une captivité très prosaïque, faite d'ennui et de passivité.
Après la guerre, il publie un texte : Lettre à une petite fille, et deux livres La Peau et les Os (1949) et Le Wagon à vaches (1953) inspirés par son expérience de la captivité et par son retour à la liberté. Raymond Guérin, qui fut également prisonnier de guerre, s'emploiera à faire publier La Peau et les Os après en avoir lu un extrait paru dans Les Temps modernes en 1948.

### Retrait de la littérature
Les deux romans furent si froidement accueillis que Georges Hyvernaud abandonna totalement l'écriture littéraire.
Professeur à l'école normale d'instituteurs de la Seine, où il enseignera jusqu'à sa retraite, il se consacra à une œuvre pédagogique. Son enseignement sera très prisé de ses élèves, futurs instituteurs pour la majorité, futurs professeurs pour quelques-uns. Son épouse Andrée y avait été nommée professeure d'anglais.
La reconnaissance ne lui viendra que posthumément, avec les rééditions de ses deux livres et les publications d'un troisième roman (abandonné) Lettre anonyme, de ses Carnets d'oflag (accompagnés de ses articles de critique littéraire), de ses lettres de la drôle de guerre (L’Ivrogne et l'Emmerdeur) et de Poméranie.

### Œuvres de Georges Hyvernaud
On trouve ses deux romans au format poche. Il existe une intégrale Georges Hyvernaud parue en 1985-1986 (quatre tomes, Éditions Ramsay).
- La Peau et les Os (Éditions du Scorpion, 1949)
- Le Wagon à vaches (Denoël, 1953)
- Lettres de Poméranie (1940-1945), édition présentée par Andrée Hyvernaud & annotée par Guy Durliat, éditions Claire Paulhan, 2002,  (ISBN 2-912222-16-8)[15].
- Lettre anonyme (1986)
- L'ivrogne et l'emmerdeur: Lettres à sa femme (1939-1940)
- Voie de garage, (1941-1944)
- Visite au scorpion
- Carnets d'oflag (1987)
- Lettre à une petite fille
- Feuilles volantes (1995)